# Pienza
Pienza – miejscowość i gmina we Włoszech, w regionie Toskania, w prowincji Siena. Według danych na rok 2004 gminę zamieszkiwało 2231 osób, 18,3 os./km².
W Pienzy urodził się papież Pius II. Po objęciu urzędu podjął próbę przebudowania swojego rodzinnego miasta na tzw. harmonijne miasto idealne. Papież umarł przedwcześnie i plan powiódł się tylko częściowo.

## Zabytki

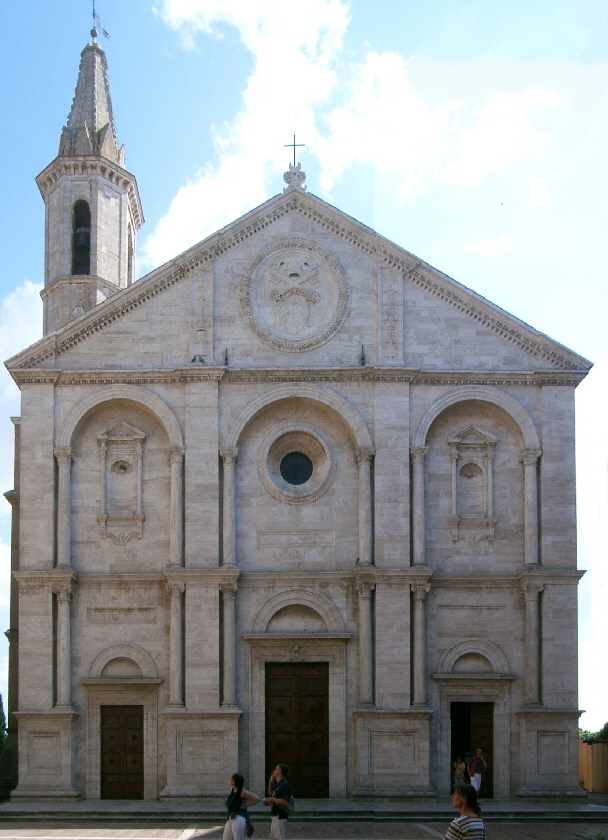
Fasada katedry z 1462 r.

Historyczne centrum Pienzy wpisane zostało na Listę światowego dziedzictwa UNESCO. Do najważniejszych zabytków należą:
- XV-wieczna katedra zbudowana w miejscu wcześniejszego kościoła romańskiego. Wnętrze kościoła zachowało się prawie niezmienione dzięki bulli papieża Piusa II zakazującej wprowadzania zmian z roku 1462
- Palazzo Piccolomini – renesansowy pałac rodu Piccolominich zbudowany na podstawie projektu Bernardo Rossellino, który wzorował się na florenckim pałacu Rucellai. Wnętrze udostępnione dla zwiedzających, m.in. biblioteka Piusa II.
- Palazzo Borgia – pałac wybudowany przez kardynała Rodriga Borgię, aktualnie mieszczący Museo Diocesano
- XI-wieczny kościół Pieve di Corsignano znajdujący się na obrzeżach miasta, w którym ochrzczono przyszłego papieża Piusa II